# Paradraga omnihirta
Paradraga omnihirta är en tvåvingeart som beskrevs av James 1980. Paradraga omnihirta ingår i släktet Paradraga och familjen vapenflugor. Inga underarter finns listade i Catalogue of Life.